# Florentina Grecu-Stanciu
Florentina Stanciu (n. 28 iulie 1982, în Craiova) este o fostă handbalistă din România, cu cetățenie română și islandeză. Ea s-a retras din activitate în 2019, ultima oară jucând pentru clubul românesc SCM Craiova. Stanciu a fost componentă a echipei naționale a României și a echipei naționale a Islandei. 
Începând din 1998, Florentina Stanciu a fost convocată la toate categoriile de vârstă ale echipei naționale de handbal feminin a României. Pentru reprezentativa de senioare, ea a jucat în 36 de meciuri și a participat la Campionatul European din 2008 și la Campionatul Mondial din 2009. După naturalizarea în Islanda, din 2013, Florentina Stanciu a fost convocată în numeroase rânduri la echipa națională a acestei țări. După ce a câștigat cu SCM Craiova Cupa EHF ediția 2018 Florentina Stanciu a primit titlul de cetățean de onoare al municipiului Craiova.
În iunie 2022 Florentina Stanciu a fost numită antrenor secund la echipa SCM Craiova.

## Palmares
- Campionatul European pentru Tineret
  -  Medalie de aur: 2000

- Campionatul European pentru Junioare
  -  Medalie de aur: 1999

- Liga Campionilor:
  - Calificări: 2008, 2019

- Cupa Cupelor:
  - Semifinalistă: 2004

- Cupa EHF:
  -  Câștigătoare: 2018
  - Grupe: 2019
  - Turul 3: 2008

- Cupa Challenge:
  - Sfert-finalistă: 2003

- Campionatul Franței:
  -  Câștigătoare: 2004

- Cupa Ligii Franței:
  -  Finalistă: 2004

- Campionatul Islandei:
  -  Câștigătoare: 2007, 2008, 2009

- Cupa Islandei:
  -  Câștigătoare: 2005, 2008, 2009, 2016

- Cupa României:
  -  Finalistă: 2017

- Supercupa României:
  -  Finalistă: 2017

## Premii individuale
- Cel mai bun portar (în All-Star team) de la Campionatul European pentru Junioare: 1999[14]
- Cel mai bun portar (în All-Star team) de la Campionatul European pentru Tineret: 2000[14]
- Cel mai bun portar (în All-Star team) de la Campionatul Mondial pentru Tineret: 2001[14]
- Cea mai bună handbalistă din campionatul islandez: 2014[15][16]